# 延讷比
延讷比（德語：Janneby）是德国石勒苏益格－荷尔斯泰因州的一个市镇。总面积14.49平方公里，总人口441人，其中男性213人，女性228人（2011年12月31日），人口密度30人/平方公里。